# Davide Frattesi
Davide Frattesi (født 22. august 1999 i Rom, Italien) er en italiensk fodboldspiller, der spiller for Inter og det italienske landshold.

## Klubkarriere

### U.S. Sassuolo
Den 20. december 2017 spillede Davide Frattesi sin seniordebut i en Coppa Italia-kamp mod Atalanta, som endte med et 2-1 tab til Sassuolo.

### Ascoli
Den 16. august 2018 blev Davide Frattesi udlejet til Serie B-klub Ascoli indtil slutningen af sæsonen. Ti dage senere debuterede han for klubben i en uafgjort kamp mod Cosenza Calcio.
Den 2. september 2018 startede han sin første kamp for klubben i et 2-0 tab mod Perugia. Han blev skiftet ud efter 61 minutter, hvor Enrico Baldini blev kom ind i stedet for ham.
Den 15. september 2018 spillede han sin første hel kamp for klubben i en 1-0 sejr mod Lecce.

### Empoli F.C.
Den 15. juli 2019 blev Davide Frattesi udlejet til Serie B-klub Empoli indtil slutningen af sæsonen.
Den 11. august 2019 debuterede han for klubben i en 2-1 sejr mod Reggina i en Coppa Italia-kamp, hvor han blev skiftet ind i det 46. minut i stedet for Filippo Bandinelli.
Den 25. august 2019 spillede han sin første kamp for klubben i Serie B i en 2-1 sejr mod Juve Stabia, hvor han blev skiftet ind i det 72. minut i stedet for Karim Laribi.
Den 21. september 2019 startede han sin første kamp for klubben i en 1-0 sejr mod Cittadella. Tre dage senere spillede han sin første hel kamp for klubben i en 3-2 sejr mod Pisa, hvor han også scorede sit første mål for klubben, som var det vindende mål for Empoli.

### A.C. Monza
Den 16. september 2020 blev Davide Frattesi udlejet til nyligt oprykket Serie B-klub Monza.
Den 25. september 2020 debuterede han for klubben i Serie B i en uafgjort kamp mod SPAL, hvor han blev skiftet ind i det 73. minut i stedet for Marco Armellino.
Den 20. oktober 2020 startede han sin første kamp for klubben i en uafgjort kamp mod Pisa, og samtidig scorede sit første mål for klubben. Fire dage senere spillede han sin første hel kamp for klubben mod Chievo, som endte med et 2-1 tab til Monza.

### Inter Milan
Den 7. juli 2023 blev Davide Frattesi udlejet til Inter Milan indtil slutningen af sæsonen med en købsoption.
Den 16. september 2023 scorede Davide Frattesi sit første mål for klubben i en 5-1 sejr mod AC Milan i Derby della Madonnina på San Siro.
I juni 2024 blev hans skift til Inter Milan permanent.

## Landsholdskarriere
Den 9. september 2019 debuterede Davide Frattesi for det italienske U/21-landshold i en venskabskamp mod Moldova, hvor han samtidig scorede 2 mål.
Den 4. juni 2022 debuterede han for det italienske landshold i en UEFA Nations League-kamp mod Tyskland, som endte med 1-1.
Den 18. juni 2023 scorede han sit første mål for det italienske landshold i bronzekampen i UEFA Nations League 2022-23 mod Holland, som endte med en 3-1 sejr til Italien.